# Jant Visser-Bakker
Jant Visser-Bakker (Akkrum 12 mei 1906 – Leeuwarden 9 juni 1992), geboren als Jannetje Anna (Jant) Bakker, pseudoniem Muoike Jant, werd na de kweekschool onderwijzeres en is vooral bekend als kinderboekenschrijfster.
Tot haar pensioen was ze onderwijzeres (van 1953 tot 1971). Daarnaast was ze kinderboekenschrijfster, en bovendien schreef ze 27 jaar onder het  pseudoniem Muoike Jant voor de Friestalige brievenrubriek voor schoolkinderen in de Leeuwarder Courant. Ze was lid van de SDAP en schreef voor de kinderpagina van De Proletarische Vrouw.